# ۱۹۸۱

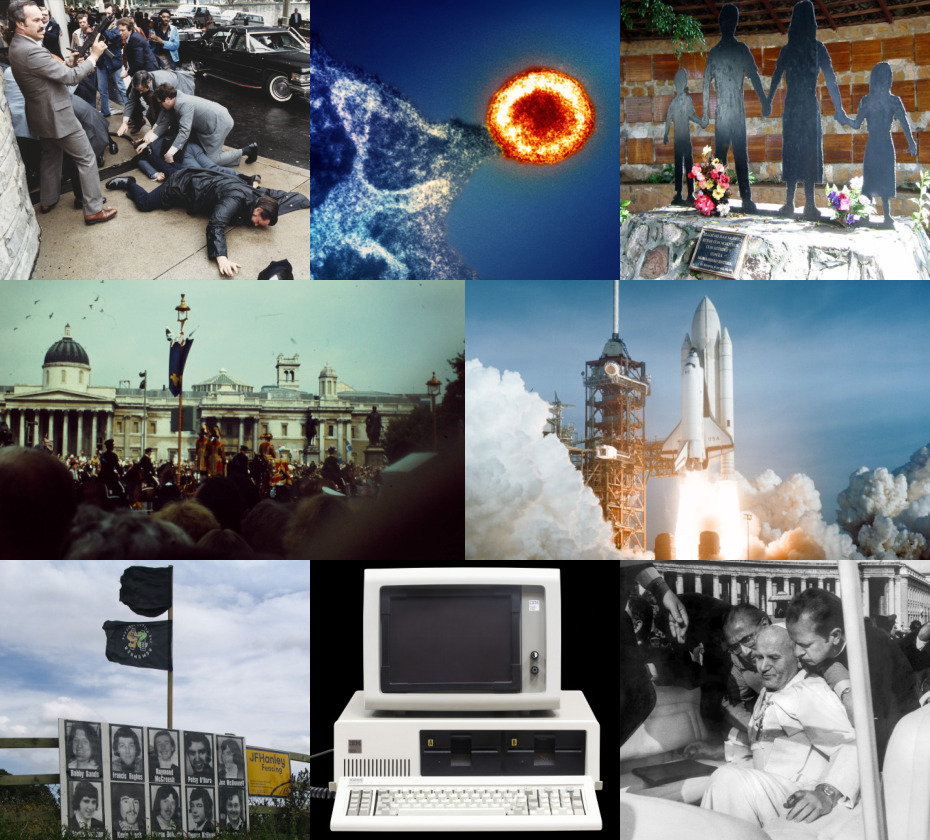

سال ۱۹۸۱ (هزار و نهصد و هشتاد و یک) میلادی دومین سال از دهه ۱۹۸۰ در سده ۲۰ میلادی بود. این سال یک سال عادی با ۳۶۵ روز بود.

## رویدادها
- ۱۹ ژانویه - ایران و ایالات متحده آمریکا قراردادی برای آزادسازی گروگان‌های سفارت آمریکا در تهران امضا کردند.
- ۲۰ ژانویه - پیروزی رونالد ریگان در انتخابات ایالات متحده آمریکا
- 23 فوریه - تلاش نافرجام برای کودتا در اسپانیا با هجوم گارد مدنی اسپانیا به صحن پارلمان به رهبری سرهنگ دوم آنتونیو تجرو
- شروع جنگ نفت‌کش‌ها با حمله جنگنده‌های عراق به کشتی‌های تجاری ایران
- ۲۵ مه - شورای همکاری خلیج فارس تأسیس شد.

۲۹ ژوئیه ازدواج دایانا،شاهدخت ولز وچارلز سوم

## زادروزها
- ۲ ژانویه – ماکسی رودریگز، بازیکن فوتبال آرژانتینی
- ۱۴ ژانویه – اسون فانتورنهوت، دوچرخه‌سوار اهل بلژیک
- ۱۵ ژانویه – پیتبول (رپر آمریکایی)، رپر آمریکایی
- ۲۸ ژانویه – الیجاه وود، بازیگر آمریکایی
- ۳۱ ژانویه – جاستین تیمبرلیک، خواننده و بازیگر آمریکایی
- ۲ فوریه – امیلی روز، بازیگر آمریکایی
- ۳ فوریه – آلیسا ریس، بازیگر آمریکایی
- ۱۹ فوریه – ویتاس، خواننده-ترانه‌سرا، هنرمند، و ترانه‌سرای اوکراینی
- ۲۲ فوریه – جانت بیدرمن، بازیگر و خواننده آلمانی
- ۲۴ فوریه – لیتون هویت، بازیکن تنیس و ورزشکار استرالیایی
- ۲۵ فوریه – پارک جی سونگ، بازیکن فوتبال و ورزشکار اهل کره جنوبی
- ۲۷ فوریه – جاش گروبن، خواننده آمریکایی
- ۱۰ مارس – ساموئل اتوئو، فوتبالیست کامرونی
- ۲۶ مارس – جی شان، خواننده-ترانه‌سرا و خواننده بریتانیایی
- ۱۱ آوریل – الساندرا آمبروزیو، مدل برزیلی
- ۱۸ آوریل – سل گابتا، نوازنده ویولنسل اهل آرژانتین
- ۲۷ آوریل – سندی مولینگ، خواننده آلمانی
- ۲۸ آوریل – جسیکا آلبا، بازیگر آمریکایی
- ۱۷ مه – شیری میمون، خواننده اسرائیلی
- ۱۸ مه – آدام گرین، خواننده-ترانه‌سرا، موسیقی‌دان، و خواننده آمریکایی
- ۲۰ مه – ایکر کاسیاس، دروازه‌بان و فوتبالیست بازنشسته اسپانیایی
- ۲۸ مه – تام ساوتهام، دوچرخه‌سوار اهل بریتانیا
- ۷ ژوئن – آنا کورنیکوا، تنیسور روسی
- ۱۲ ژوئن – آدریانا لیما، مدل برزیلی
- ۱۳ ژوئن – کریس ایوانز، تهیه‌کننده، صداپیشه، بازیگر، و کارگردان آمریکایی
- ۱۷ ژوئن – آمریتا رایو، بازیگر هندی
- ۲۳ ژوئن – آنتونی کاستا، بازیگر بریتانیایی
- ۲۸ ژوئن – مارا سانتانگلو، بازیکن تنیس و ورزشکار ایتالیایی
- ۳ ژوئیه – براندون جی مک‌لارن، بازیگر کانادایی
- ۲۴ ژوئیه – سامر گلایو، بازیگر آمریکایی
- ۲۶ ژوئیه – مایکون، بازیکن فوتبال برزیلی
- ۳ اوت – تراویز ویلینگهام، صداپیشه و بازیگر آمریکایی
- ۴ اوت – مارکز هیوستون، بازیگر، موسیقی‌دان، و خواننده آمریکایی
- ۱۵ اوت – سونگ جی-هیو، بازیگر و مدل اهل کره جنوبی
- ۲۰ اوت – بن بارنز (بازیگر)، بازیگر بریتانیایی
- ۲۳ اوت – کارمن لوانا، بازیگر و بازیگر پورنوگرافی آمریکایی
- ۸ سپتامبر – جاناتان تیلور توماس، بازیگر آمریکایی
- ۱۰ سپتامبر – مارکو چیودینلی، بازیکن تنیس سوئیسی
- ۲۱ سپتامبر – نیکول ریچی، بازیگر آمریکایی
- ۱۰ اکتبر – اونا هیلی، خواننده و گیتاریست بریتانیایی
- ۱۲ اکتبر – برایان جی اسمیت، بازیگر آمریکایی
- ۲۱ اکتبر – نمانیا ویدیچ، بازیکن فوتبال اهل صربستان
- ۲۲ اکتبر – مایکل فیشمن، بازیگر آمریکایی
- ۱۴ نوامبر – راسل تووی، بازیگر بریتانیایی
- ۲۰ نوامبر – کیمبرلی ولش، خواننده بریتانیایی
- ۲ دسامبر – بریتنی اسپیرز، خواننده-ترانه‌سرا، رقاص، آهنگساز، موسیقی‌دان، بازیگر، و خواننده آمریکایی
- ۹ دسامبر – دیا میرزا، بازیگر و مدل هندی
- ۱۳ دسامبر – ایمی لی، خواننده-ترانه‌سرا، موسیقی‌دان، و خواننده آمریکایی
- ۱۶ دسامبر – آنا سدوکووا، خواننده اوکراینی
- ۱۸ دسامبر – جاش دالاس، بازیگر آمریکایی
- ۲۱ دسامبر – کریستین زاکاردو، بازیکن فوتبال ایتالیایی
- ۲۴ دسامبر – دیما بیلان، خواننده-ترانه‌سرا و خواننده روسی

## درگذشت‌ها
- ۱۱ ژانویه – بولا بوندی، بازیگر آمریکایی (ز. ۱۸۸۸)
- ۱۶ ژانویه – برنارد لی، بازیگر بریتانیایی (ز. ۱۹۰۸)
- ۱۹ ژانویه – فرانسسکا وودمن، عکاس آمریکایی (ز. ۱۹۵۸)
- ۲۳ ژانویه – ساموئل باربر، آهنگساز آمریکایی (ز. ۱۹۱۰)
- ۱۵ فوریه - کارل ریشتر، موسیقی‌دان، نوازنده ارگان، نوازنده هارپسیکورد و رهبر ارکستر آلمانی (ز. ۱۹۲۶)
- ۱۵ مارس – رنه کلر، تهیه‌کننده، فیلمنامه‌نویس، ژورنالیست، بازیگر، و کارگردان فرانسوی (ز. ۱۸۹۸)
- ۷ آوریل – نورمن تاروگ، فیلمنامه‌نویس، بازیگر، و کارگردان آمریکایی (ز. ۱۸۹۹)
- ۱۲ آوریل – جو لوئیس، ورزشکار و بوکسور آمریکایی (ز. ۱۹۱۴)
- ۵ مه – بابی ساندز، سیاست‌مدار ایرلندی (ز. ۱۹۵۴)
- ۱۷ مه – هوگو فریدهوفر، آهنگساز آمریکایی (ز. ۱۹۰۱)
- ۲۹ مه – سونگ چینگ لینگ، سیاست‌مدار چینی (ز. ۱۸۹۳)
- ۱۳ ژوئن – جورج والش، بازیگر آمریکایی (ز. ۱۸۸۹)
- ۲۳ ژوئن – زره لئاندر، خواننده و بازیگر سوئدی (ز. ۱۹۰۷)
- ۳ ژوئیه – راس مارتین، بازیگر آمریکایی (ز. ۱۹۲۰)
- ۱۶ ژوئیه – هری چاپین، موسیقی‌دان و خواننده آمریکایی (ز. ۱۹۴۲)
- ۴ اوت – ملوین داگلاس، بازیگر آمریکایی (ز. ۱۹۰۱)
- ۱۸ اوت – آنیتا لوس، نویسنده و فیلمنامه‌نویس آمریکایی (ز. ۱۸۸۸)
- ۱ سپتامبر - آلبرت اشپر، معمار و سیاست‌مدار آلمانی و وزیر تسلیحات و تولید نظامی رایش سوم
- ۸ سپتامبر – هیدکی یوکاوا، فیزیک‌دان ژاپنی (ز. ۱۹۰۷)
- ۱۲ سپتامبر – یوجنیو مونتاله، شاعر و نویسنده ایتالیایی (ز. ۱۸۹۶)
- ۲۳ سپتامبر – چیف دن جورج، بازیگر کانادایی (ز. ۱۸۹۹)
- ۲۴ سپتامبر – پتسی کلی، بازیگر آمریکایی (ز. ۱۹۱۰)
- ۲۷ سپتامبر – رابرت مونتگومری (بازیگر)، بازیگر و کارگردان آمریکایی (ز. ۱۹۰۴)
- ۲۹ سپتامبر – بیل شنکلی، بازیکن فوتبال بریتانیایی (ز. ۱۹۱۳)
- ۵ اکتبر – گلوریا گراهام، بازیگر و خواننده آمریکایی (ز. ۱۹۲۳)
- ۶ اکتبر – انور سادات، سیاست‌مدار مصری (ز. ۱۹۱۸)
- ۷ نوامبر – ویل دورانت، فیلسوف، نویسنده، و تاریخ‌نگار آمریکایی (ز. ۱۸۸۵)
- ۱۰ نوامبر – آبل گانس، تهیه‌کننده، فیلمنامه‌نویس، بازیگر، و کارگردان فرانسوی (ز. ۱۸۸۹)
- ۱۶ نوامبر – ویلیام هولدن، بازیگر آمریکایی (ز. ۱۹۱۸)
- ۲۵ نوامبر – جک آلبرتسون، بازیگر و خواننده آمریکایی (ز. ۱۹۰۷)
- ۲۷ نوامبر – لوته لنیا، بازیگر و خواننده اتریشی (ز. ۱۸۹۸)
- ۲ دسامبر – والاس هریسون، معمار آمریکایی (ز. ۱۸۹۵)
- ۲۷ دسامبر – هوگی کارمایکل، پیانیست، بازیگر، و آهنگساز آمریکایی (ز. ۱۸۹۹)